# جورج باكر
(بالإنجليزية: George Packer)‏ (13 أغسطس 1960، سانتا كلارا في الولايات المتحدة) صحفي وروائي وكاتب مسرحي أمريكي. اشتهر بكتاباته لمجلة نيو يوركر ومجلة أتلانتيك حول السياسة الخارجية للولايات المتحدة وبكتابه بوابة الحشاشين: أمريكا في العراق، وكتب أيضًا "الحلحلة: التاريخ الداخلي لأمريكا الجديدة [الإنجليزية]"، الذي يغطي تاريخ الولايات المتحدة من عام 1978 إلى عام 2012. وفي نوفمبر 2013، حصل كتاب الحلحلة على جائزة الكتاب الوطني للأعمال الواقعية [الإنجليزية]. صدرت سيرته الذاتية الحائزة على جوائز، رجلنا: ريتشارد هولبروك ونهاية القرن الأمريكي (بالإنجليزية: Our Man: Richard Holbrooke and the End of the American Century)‏، في مايو 2019. وصدر كتابه الأخير، آخر أفضل أمل: أمريكا في أزمة وتجديد (بالإنجليزية: Last Best Hope: America in Crisis and Renewal)‏، في يونيو 2021.

## النشأة والتعليم
ولد باكر في كاليفورنيا في عام 1960، قام والداه بالتدريس في جامعة ستانفورد، وكانت والدته، نانسي باكر [الإنجليزية] (née Huddleston)، زميلة والاس ستيغنر في برنامج الكتابة الإبداعية ثم أستاذة اللغة الإنجليزية فيما بعد، وكان والده، هربرت باكر [الإنجليزية]، أستاذًا متميزًا في القانون، و مؤلف العديد من الكتب والمقالات. خدم جد باكر لأمه، جورج هادلستون الأب، أحد عشر فترة متتالية (1915-1937) ممثلاً لمنطقة الكونغرس التاسعة في ألاباما في مجلس النواب الأمريكي. ونجح عمه جورج هادلستون الابن [الإنجليزية] في شغل مقعد والده في مجلس النواب من عام 1954 إلى عام 1964. أخت باكر، آن باكر، كاتبة أيضًا. وكانت خلفية والدهم يهودية وأمهم مسيحية. في حديث عام 2022 لبرنامج الترفيه الجاد التابع لـ House of SpeakEasy، شارك باكر أن والده انتحر عندما كان (باكر) في الثانية عشرة من عمره، واصفًا ذلك بأنه "الحدث الكبير في طفولتي".
تخرج باكر من كلية ييل في عام 1982، حيث كان يقيم في كلية كالهون (التي تسمى الآن كلية جريس هوبر [الإنجليزية]). خدم في هيئة السلام في توغو. باكر متزوج من الكاتبة والمحررة لورا سيكور. وكان متزوجا في السابق من ميشيل ميلون.

## روابط خارجية
- مقالات جورج باكر في نيويوركر
- مقالات جورج باكر في الشؤون الخارجية
- مقالات جورج باكر في صحيفة نيويورك تايمز
- مرات الظهور على سي-سبان
- جورج باكر على موقع IMDb (الإنجليزية)
- جورج باكر على موقع مونزينجر (الألمانية)
- جورج باكر على موقع إن إن دي بي (الإنجليزية)